# 1st Texas Infantry
Le 1st Texas Infantry Regiment, surnommé le « premier vieux lambeau », est un régiment d'infanterie levé dans le Texas pour servir dans l'armée des États confédérés pendant la guerre de Sécession. Il se bat quasiment avec l'armée de Virginie du Nord.
Le 1st Texas Infantry Regiment est organisé à Richmond, en Virginie, en août 1861, avec dix compagnies des comtés de Marion, de Cass, de Polk, de Houston, d'Harrison, de Tyler, d'Anderson, de Cherokee, de Sabine, de San Augustin, de Newton, et de Nacogdoches. Plus tard, deux compagnies des comtés de Galveston et de Trinity sont ajoutées au commandement. Faisant partie de la brigade du Texas de Hood, il sert sous les ordres des généraux Hood, J. B. Robertson et John Gregg (en). Le régiment combat avec l'armée de Virginie du Nord de Sept Pines jusqu'à Cold Harbor, sauf lorsqu'il est détaché avec Longstreet à Suffolk, Chickamauga, et Knoxville. Il est impliqué dans le siège de Petersburg au nord et au sud de la James River et, plus tard lors de la campagne d'Appomattox. Cette unité a un effectif de 477 hommes en avril 1862 et perd 186 hommes sur les 226 engagés à Sharpsburg, un taux de pertes de 82,3 %. Ce taux de mortalité sidérant est le plus élevé, subi par un régiment du Nord ou du Sud, pendant une seule journée, pendant toute la guerre. Lors de l'engagement qui a généré ces pertes au cours de féroces combats dans le champ de maïs de Miller, le régiment perd un drapeau de bataille qui est récupéré par les troupes fédérales lorsqu'elles réoccupent le champ de maïs (le 1st Texas ayant retraité sans remarquer la perte de son drapeau).
Le plus grand nombre de victimes, d'autre part, est subi par le 26th North Carolina Infantry (en) lors de la bataille de Gettysburg. Il subit de 72 % de pertes sur les 820 hommes engagés. Le 1st Texas subit plus de vingt pour cent des 426 hommes au cours du même combat. Il se rend avec 16 officiers et 133 hommes. Les officiers supérieurs sont les colonels Frederick S. Bass, Hugh McLeod, Alexis T. Rainey, et Louis T. Wigfall ; les lieutenants-colonels Harvey H. Black, Albert G. Clopton, R. J. Harding, et P. A. Work ; et les commandants Matt. Dale et John R. Woodward.
Le 1st Texas participe à la campagne d'Appomattox et  perd également un drapeau de bataille, le 8 avril 1865 à Appomattox Court House quand il est capturé par le premier lieutenant Morton A. Read du 8th New York Cavalry. Read reçoit la médaille d'Honneur (en) pour cette action.

## Bataille de Gettysburg
Le 2 juillet 1863, le brigadier général Jerome Robertson et sa brigade du Texas arrive à Gettysburg autour de 9 heures du matin. Le 1st Texas Infantry est parmi les régiments sous les ordres de Robertson. Le 1st Texas combat durement pendant qu'il est à Gettysburg et réalise beaucoup en combattant en infériorité numérique contre l'ennemi. Le lieutenant-colonel Phillip A. Work commande le 1st Texas et prend les objectifs principaux qui lui ont été assignés.
Robertson et sa brigade du Texas arrivent à leur position sur Seminary Ridge (en), avec le reste des forces confédérées, et rapidement organise ses régiments de droite à gauche, avec le 3rd Arkansas Infantry Regiment sur la gauche, puis le 1st Texas, le 4th Texas, et 5th Texas. Peu après l'arrivée sur Seminary Ridge, les artilleries de l'Union et de Confédération ouvrent le feu. Selon le général R. H. Anderson, la crête sur laquelle l'ennemi est positionné est à environ douze cents mètres de la crête de celle où sont placées les forces confédérées. Anderson mentionne également que la zone entre les deux crêtes est « légèrement vallonnée, entourée par chemin de fer et des clôtures en bois et cultivée ». Pendant près d'une heure les troupes confédérées se tiennent en formation pendant que l'artillerie de l'Union pilonne leurs lignes. Les troupes du 1st Texas Infantry bondissent alors que le feu des canons frappe autour d'eux, comme le reste des forces confédérées, mais maintiennent fermement leur formation. L'ordre de charger et de prendre les hauteurs est finalement donné. Dès qu'il reçoit l'ordre, le lieutenant-colonel Phillip Work court à l'avant de son régiment, pointe ses drapeaux régimentaires et crie « Suivez le Lone Star jusqu'au sommet de la montagne ! »
Robertson et sa brigade du Texas font face à de nombreux problèmes dès qu'ils se déplacent hors de leur position d'origine sur Seminary Ridge (en). Les batteries fédérales dans la zone de Peach Orchard (en) et au-dessus de Devil's Den (en) augmentent leur feu. Robertson ordonne aux hommes de se jeter dans un remblai de rails qui entrave la progression. Dès cette obstruction passée, les hommes se poursuivent à travers Emmitsburg Road et continuent à avancer. Robertson fait maintenant face à un problème causé par la brigade d'Evander M. Law. Robertson a des ordres de garder sa gauche sur Emmitsburg Road et sa droite à la gauche de Law, mais la brigade de Law se déplace trop brusquement vers la droite et un grand écart se forme au milieu des forces de Robertson. Le 3rd Arkansas et le 1st Texas se collent obstinément à la route d'Emmitsburg, tandis que le 4th Texas et le 5th Texas se collent aux forces de Law. Le 3rd Arkansas Infantry et le 1st Texas avancent maintenant vers la branche ouest de Plum Run (en) à proximité de la maison de boid et de Rose Woods (en). À ce stade, l'écart dans les forces de Robertson est de plus d'une centaine de mètres. Robertson tente de faire reculer ses régiments ensemble, mais ils sont déjà engagés et donc, cela devient impossible. Robertson prend rapidement la décision de rester avec l'aile gauche et envoie un message à Evander M. Law lui disant de faire attention aux 4th et 5th Texas.
Le 1st Texas Infantry monte maintenant vers le terrain triangulaire, et dès qu'il est à découvert, commence à recevoir des tirs d'artillerie de la batterie de Smith sur Houck's Ridge. Les Texans continuent à avancer jusqu'à ce qu'ils atteignent un mur de pierre à la base du terrain triangulaire. Le 1st au Texas trouve une certaine sécurité derrière ce mur de pierre, car les canons de la batterie de Smith ne peuvent pas pointer suffisamment vers le bas pour tirer sur eux. Les troupes, formées en deux lignes derrière le mur avec la ligne de front avançant à genoux derrière le mur et la ligne arrière, debout derrière elle. Les Texans ouvrent rapidement le feu sur les artilleurs de Smith et réduisent au silence les canons sur la crête. Les hommes sautent alors par-dessus le mur de pierre et foncent vers les canons, mais s'ensuit bientôt une confusion. À mi-chemin du sommet de la colline, le régiment entend des ordres de retraite et donc commence à retourner en arrière, mais il reçoit alors des contre-ordres. Le soldat James Bradfield se souvient « personne ne semblait savoir d'où il est venu, ni de qui ». Cette première ruée vers l'ennemi avance à une cinquantaine de mètres de la batterie de Smith, mais est rapidement repoussée par le 124th New York Infantry Regiment (en) et la brigade de Ward (en). Ensuite, les Texans se regroupent et poussent lentement vers l'avant de quelques mètres à un moment, mais ils sont de nouveau repoussés par l'artillerie au sommet de la crête et le 124th New York. Le 124th charge maintenant la ligne du 1st Texas et le repousse vers le bas de la pente rocheuse. Le 1st Texas infantry recule vers le sud-ouest du mur du terrain triangulaire et tient le terrain ici. Comme les New-Yorkais chargent à travers le terrain et parviennent à une trentaine de mètres du mur, les Texans ouvrent le feu et « abattent près d'un quart d'entre eux dans leurs parcours ». Le 124th New York fait maintenant un bond en avant une fois de plus, mais ils sont allés aussi loin qu'ils peuvent aller parce que la brigade du brigadier-général Henry Benning est arrivée en appui des Texans fatigués.
Benning commence, faisant un pas en arrière et un pas en avant, criant « donnez-leur l'enfer, les gars ! ». Le régiment de gauche de Benning, le 15th Georgia, est maintenant enfoncé dans la ligne du 1st Texas pour la soulager. Les Texans refusent de retourner vers le bas, de sorte que les deux régiments sont entremêlés ensemble, au grand dam du colonel Work. Work ne veut pas que les Géorgiens perturbent sa ligne et pensent qu'il aurait été préférable que Benning flanque l'ennemi par le côté. Les deux régiments ne peuvent pas être séparés au milieu de la bataille, et donc ils combattent comme une seule unité pour le reste de la soirée. Ce soutien de Benning permet de faire revenir le 124th New York à sa position d'origine et les soldats confédérés poussent de l'avant dans les rochers sur Devil's Den (en). La batterie au sommet de Devil's Den poursuit ses tirs aussi longtemps qu'elle le peut, mais elle est vite envahie par les forces confédérées qui pressent. Les deux régiments de tête, le 1st Texas et le 15th Georgia, sont rapidement rejoints par le 20th Georgia et 44th Alabama et, ensemble, ils s'en prennent au reste du 124th New York, du 4th Maine Infantry, et de 99th Pennsylvania Infantry. Après une courte mêlée à bout portant, les confédérés expulsent les forces de l'Union et la capture de Devil's Den est officielle. Le 1st Texas a réussi à tenir leur position assez longtemps pour que des renforts arrivent et au prix de lourdes pertes. Les confédérés ont capturé les quatre canons de la batterie de Smith et pris entre cent quarante et deux cents prisonniers au cours de leur victoire, mais la journée n'est pas encore terminée pour le 1st Texas Infantry.
Plus à gauche, le 3rd Arkansas Infantry Regiment n'a pas fait de progrès et en conséquence le général Robertson donne l'ordre au colonel Work de laisser deux compagnies de ses hommes sur Houck's Ridge et de faire bouger le reste de son régiment pour aider à soutenir le 3rd Arkansas. Le 1st Texas part soutenir le 3rd Arkansas et quand il arrive, il est accueilli avec encore plus de soutien de la part du 11th Georgia Infantry (en) et du 59th Georgia. Ensemble, ces forces se déplacent vers la ligne ennemie dans cette zone, mais les troupes fédérales dans cette zone sont trop fortes pour les déloger et chaque attaque échoue. Les confédérés poursuivent l'attaque et, finalement, la pression croissante sur la ligne fédérale devient si grande que la brigade de Ward et le 17th Maine Volunteer Infantry Regiment (en) doivent reculer. Le 1st Texas Regiment continue à se déplacer à travers la crête au nord de Devil's Den (en), capturant des soldats de l'Union, le long du parcours et finalement prennent une position à partir de laquelle ils peuvent tirer sur la batterie de Winslow sur Little Round Top. La brigade de l'Union de Brooke avance maintenant à travers le champ de blé (en), mais le colonel Work et le 1st Texas Regiment sont prêts et attendent. Le 1st Texas et le 15th Georgia sont assis au sommet de Houck's Ridge alors que Brooke s'approche, le colonel Work ordonne à son régiment de prendre en enfilade les hommes de Brooke. Alors que les forces ennemies augmentent, le 1st Texas est obligé de se replier vers le champ. Le colonel Work devient rapidement préoccupé par sa capacité à retirer ses troupes et donc, il donne l'ordre au porte-drapeau et à certains de ses hommes de maintenir leur position, tandis que le reste du régiment part vers l'arrière. Malheureusement, ce plan ne fonctionne pas parce que les hommes refusent de laisser leur drapeau derrière et ainsi les hommes restent et continuent de se battre contre les renforts fédéraux balayant la gauche de Brooke. Le 1st Texas continue sa lutte jusqu'à la soirée, puis la nuit tombée apporte la fin des combats de la journée.
Vers 2 heures du matin, le 3 juillet, le 1st Texas et le 3rd Arkansas se déplacent sur leur droite afin de rejoindre le reste de la brigade de Robertson. Tous les hommes sont épuisés, donc ils jettent leur matériel devant Little Round Top et dorment autant qu'ils le peuvent. Les officiers confédérés craignent une attaque de l'ennemi, et donc ils réveillent les hommes pour ériger des parapets peu après qu'ils se sont endormis. Le commandant John Bane signale qu'à l'aube le parapet fait soixante centimètres de haut. La brigade de Robertson reste dans cette position pendant la majorité de la journée et participe à quelques escarmouches sur leur front. Beaucoup d'hommes sont tués ou blessés par les tirs de précision qui sont survenus tout au long de la journée ainsi que la canonnade, qui précède la charge de Pickett.
Autour de 15 heures, le colonel Work reçoit l'ordre de déplacer son régiment, le 1st Texas, vers le sud pour aider à défendre contre une charge de cavalerie anticipée. Alors que les hommes du 1st Texas approchent de la maison de Bushman, ils reçoivent l'ordre d'abattre une partie de la barrière de bois qui entrave leur chemin. Les hommes avancent de cent quatre vingt mètres (deux cents yards) pour prendre position derrière un petit mur en pierre près du bord de Bushman Woods. En raison des nombreuses pertes de la veille, le 1st Texas n'a pas assez d'hommes pour couvrir correctement le mur et donc ils se déploient en une seule ligne mince sur la longueur du mur de pierre. Work envoie plusieurs unités à sa gauche et à sa droite, afin de les protéger contre toutes les attaques de flanc. Sur le flanc gauche, les hommes du 1st Texas arrachent une clôture et la reconstruisent à côté du mur de pierre. La batterie de Reilly prend également position à deux cent trente mètres (deux cent cinquante yards) derrière les Texans. Les hommes ont à peine terminé la construction de leur parapet lorsque le 1st West Virginia Volunteer Cavalry Regiment (en) apparaît. Le soldat W. T. White du 1st Texas note qu'« ils ont formé une ligne de bataille en vue de nous et ont chargé. Nous avons retenu notre feu jusqu'à ce qu'ils soient à quarante cinq ou cinquante cinq mètres (cinquante ou soixante yards) de nous, lorsque, prenant une visée posée, nous avons tiré sur eux, abattant beaucoup d'hommes et de chevaux ». La cavalerie se retire alors vers sa position d'origine pour se regrouper et ensuite charge une fois de plus, mais est repoussée tout comme la première fois. La cavalerie continue de charger et à ce stade, les Texans ont vidé leurs armes et ils utilisent la crosse de leurs fusils alors que la cavalerie vient à bout portant. Le soldat James Henderick déclare également que de nombreux cavaliers parviennent à quelques pieds du 1st Texas Regiment et qu'alors les hommes les ont désarçonnés de leurs chevaux avec des pierre et de tout ce qu'ils pouvaient trouver. Le 1st Texas continue de tuer un grand nombre de cavaliers qui chargent et en capture plus d'une centaine. Les hommes du 1st Texas obtiennent seulement un court répit avant que le 18th Pennsylvania Cavalry arrive et charge leur position. Les Texans repoussent une fois de plus l'ennemi et le soldat White déclare, « ayant repoussé la deuxième charge, nous avons senti que nous pourrions presque faucher toute la cavalerie de l'ennemi ». La cavalerie de l'Union continue de faire des démonstrations contre le 1st Texas pendant deux heures, mais la ligne texane tient solidement. Comme le soir tombe, la brigade de Robertson reçoit l'ordre de se déplacer autour de l'aile droite au-delà de leur position d'origine sur Seminary Ridge (en).
La brigade de Robertson n'est pas entièrement utilisée au cours du 2 juillet et ses problèmes sont apparus aussitôt qu'elle est descendue de sa position sur Seminary Ridge (en). Même avec ces problèmes auxquels la brigade fait face, le 1st Texas Regiment réussit à atteindre ses objectifs majeurs. Le colonel Work et le 1st Texas réussit à prendre Devil's Den (en) et Houck's Ridge grâce à l'utilisation du terrain tels que les murs en pierre du champ triangulaire. Même avec sa petite force, le 1st Texas réussit à prendre ces objectifs et il est un témoignage de ces hommes et de leur commandant. Les Texans continent ensuite à repousser une charge massive fédérale de cavalerie alors qu'il a à peine assez d'hommes pour couvrir sa position. L'utilisation du terrain aide encore une fois le 1st Texas et aboutit à récompenser ses efforts. Ce régiment impressionnant combat d'arrache-pied lors de leur présence sur le champ de bataille et obtient finalement un repos quand il reçoit l'ordre de se retirer de Gettysburg la fin de la nuit du 4 juillet.